# Armando Neyra Chávez
Armando Neyra Chávez (18 de febrero de 1937, Toluca, México) es un político y sindicalista mexicano. Ha sido diputado federal en cinco ocasiones y senador de la República de 2012 a 2018 en la LXII y LXIII Legislatura del Congreso de la Unión. Desde 1987 es secretario general del Sindicato de Trabajadores de la Industria Embotelladora, afiliada a la Confederación de Trabajadores de México (CTM).

## Primeros años
Armando Neyra Chávez nació el 18 de febrero de 1937 en Toluca, Estado de México. Estudió únicamente la primaria.

## Trayectoria política
Es militante del Partido Revolucionario Institucional (PRI) desde 1958. En 1965 fue consejero del sector obrero en el Consejo Político Nacional del partido. Fue regidor del municipio de Toluca de 1970 a 1972, durante la presidencia municipal de Alfonso Gómez de Orozco. Fue delegado de la CTM en la campaña de Carlos Hank González a la gubernatura del Estado de México en las elecciones estatales de 1969 y en la campaña de Jorge Jiménez Cantú al mismo puesto en las elecciones estatales de 1975.
Fue diputado federal en la LI Legislatura del Congreso de la Unión en representación del distrito 2 del Estado de México del 1 de septiembre de 1979 al 31 de agosto de 1982. Fue diputado del Congreso del Estado de México en la XLIX Legislatura en representación del distrito 4, con sede en Lerma, del 5 de diciembre de 1984 al 4 de diciembre de 1987. En 1988 fue secretario de acción obrera del PRI en el Estado de México. Ese mismo año fue coordinador de la comisión estatal de asuntos obreros del mismo partido. Volvió a ser diputado federal en la LV legislatura, en representación del distrito 3 del Estado de México, del 1 de septiembre de 1991 al 31 de agosto de 1994. Fue nombrado consejero del sector obrero del Partido Revolucionario Institucional en 1994.
Ha sido diputado federal por la vía plurinominal en tres ocasiones: Del 1 de septiembre de 1997 al 31 de agosto de 2000 en la LVII Legislatura, del 1 de septiembre de 2003 al 31 de agosto de 2006 en la LIX Legislatura y del 1 de septiembre de 2009 al 31 de agosto de 2012 en la LXI Legislatura. En esta legislatura ocupó el cargo de secretario de la mesa de decanos.
Del 1 de septiembre de 2012 al 31 de agosto de 2018 fue senador de la República por la vía plurinominal en la LXII y LXIII Legislatura del Congreso de la Unión en representación del Partido Revolucionario Institucional.

## Trayectoria sindical
En 1959 fue nombrado secretario general de la sección 12 del Sindicato de Trabajadores de la Industria Embotelladora, afiliada a la Confederación de Trabajadores de México (CTM). De 1971 a 1977 ejerció como secretario de acción social de la Federación de Trabajadores del Estado de México.
En 1987 fue nombrado Secretario General del Sindicato de Trabajadores de la Industria Embotelladora. En 1989 fue nombrado secretario general de la Federación de Trabajadores del Estado de México, también afiliada a la Confederación de Trabajadores de México. Se ha mantenido en ambos cargos por más de treinta años.
De 1998 a 2004 fue secretario de finanzas de la Confederación de Trabajadores de México. De 2000 a 2001 fue vicepresidente de la delegación estatal del Congreso del Trabajo.